# Buffalo '66
Buffalo '66 és una pel·lícula de comèdia romàntica estatunidenca de 1998 dirigida per Vincent Gallo, que va coescriure el guió amb Alison Bagnall, protagonitzada pel mateix Gallo, Christina Ricci, Ben Gazzara, Mickey Rourke, Rosanna Arquette, Jan-Michael Vincent i Anjelica Huston. La trama gira al voltant de Billy Brown (Gallo), un home que rapta una jove ballarina de claqué anomenada Layla (Ricci) i l'obliga a fer-se passar per la seva parella per a impressionar els seus pares (Gazzara i Huston) després de sortir de la presó.
Empire la va classificar com la 36a millor pel·lícula independent de la història. Es va rodar a la ciutat natal de Gallo, Buffalo, a l'estat de Nova York, a l'hivern. La pel·lícula utilitza música de rock progressiu a la seva banda sonora, especialment King Crimson i Yes.
El títol fa referència a l'equip de futbol americà dels Buffalo Bills, que no havia guanyat cap campionat des de la lliga de futbol americà de 1965. La trama implica referències directes a la derrota dels Bills davant els New York Giants a la Super Bowl XXV, que es va decidir per un xut a pals fallat.

## Argument
Després de complir cinc anys a la presó, Billy Brown torna a casa seva a Buffalo i es prepara per a reunir-se amb els seus pares, que no saben que ha estat a la presó. Segresta a Layla, una ballarina de claqué, i l'obliga a fer-se passar per la seva esposa davant dels seus pares amb el nom de «Wendy Balsam».

## Producció
Vincent Gallo va escriure el primer esborrany del guió l'any 1989, inicialment a partir d'un personatge que es postulava per a un paper important en una pel·lícula. Entre altres motivacions, com ara la derrota dels Buffalo Bills de la Super Bowl XXV el 1991, Gallo va reescriure el guió. El guió s'atribueix a Gallo i Alison Bagnall, de qui va afirmar que «realment va ser la meva mecanògrafa durant un parell de setmanes». La pel·lícula havia de dirigir-la el cineasta Monte Hellman. Tanmateix, les desavinences entre Gallo i els productors de la pel·lícula (que volien esperar a que nevés) van fer que Gallo decidís dirigir la pel·lícula ell mateix.
Durant el rodatge, Gallo va tenir dificultats per a treballar amb el repartiment i l'equip de filmació. Gallo va afirmar que Ricci era un «titella» que feia el que li deien. Ricci va prometre no treballar mai més amb Gallo. També li van molestar els comentaris que Gallo va fer sobre el seu pes tres o quatre anys després del rodatge. Anjelica Huston també va tenir problemes amb Gallo, i Gallo va afirmar que Huston va provocar que la pel·lícula fos rebutjada per al Festival Internacional de Cinema de Canes. Després que Gallo acomiadés el director de fotografia original Dick Pope, el productor Stéphane Sednaoui va suggerir Lance Acord, tot i que Gallo ha reclamat el mèrit de dissenyar la major part de la fotografia de la pel·lícula, dient que Acord feia simplement de «botó» i que «mai havia rodat un llargmetratge en la seva vida». Gallo també va menysprear públicament Acord, dient: «aquell noi no sabia res, ni tenia idees conceptuals ni punt de vista estètic».
Gallo no va poder utilitzar els logotips reals de l'NFL ni referir-se a l'equip com a «Buffalo Bills» (només com a «Buffalo» o «the Bills»). La pel·lícula va costar per poc menys de 2 milions de dòlars i va ser filmada amb pel·lícula inversible per a donar-li un aspecte clàssic similar al dels rodets de l'NFL Films dels anys 1960, amb una gran saturació de color i contrast.
Gallo ha afirmat que, malgrat la creença generalitzada, la pel·lícula «no és autobiogràfica». També va reconèixer una «gran catarsi en escriure el guió i encara més gran fent la pel·lícula».

## Música
La major part de la banda sonora de la pel·lícula va ser composta i interpretada pel mateix Gallo. La partitura inclou re-enregistraments de quatre temes que van aparèixer per primera vegada a la banda sonora de The Way It Is, que es va publicar en una edició limitada en vinil el 1992.
La banda sonora també fa ús d'altres cançons, com «Fols Rush In (Where Angels Fear to Tread)» de Nelson Riddle en una versió interpretada pel pare de Gallo, Vincent Gallo Sr., «Moonchild» de King Crimson, «I Remember When» de Stan Getz, «Heart of the Sunrise» i «Sweetness».